# Big Youth
Big Youth är artistnamnet på Manley Augustus Buchanan, född i Kingston, Jamaica den 19 april 1949 – en av de främsta mikrofonartisterna på 1970-talets reggaescen. Han debuterade några år senare än toasters som U-Roy, Dennis Alcapone och I-Roy, men han hittade sin egen stil och levererade ett mer samhällskritiskt budskap än sina kolleger. På grund av sin längd fick sitt smeknamn Big Youth redan när han i tonåren arbetade som mekaniker på hotell Sheraton i Kingston. Han tränade ofta rim och toasting för sig själv när han arbetade, och våren 1968 fick han chansen att göra ett par inhopp på ett sound system medan den ordinarie toastern tog en paus. År 1969 hade han en liten men hängiven skara fans som gillade hans gråtmilda röst och rastafarianska tolkningar av hur han och hans landsmän led.

## Populär live – ointressant som inspelad
År 1970 var Big Youth fast anställd på Lord Tippertons sound system, och han blev snart den främste DJ:n på Jamaica. Big Youth skulle dock i likhet med många kolleger/rivaler få erfara hur svårt det var att nå den kräsna reggaepubliken i skivbutikerna, trots att producent efter producent trodde på den långe toastern. Hans första singlar fick inget mottagande alls.
I januari 1972 spelade han in "Movie Man" för skivbolaget African Museum, som även stjärnorna Errol Dunkley och Gregory Isaacs var knutna till. "Movie Man" använde samma rytm som i Dunkleys låt "Movie Star". Överraskande nog – eftersom Big Youth var så populär som live-toaster – noterades inte singeln alls. Lika dåligt gick det med andra låtar inspelade hos andra producenter, som "The Best Big Youth" inspelad av Jimmy Radway och "Moving" producerad av Lee Perry. Inte ens en toastversion av The Wailers "Keep On Moving". Big Youth var omåttligt populär som live-toaster men ingen ville köpa hans singlar. Producenten Phil Pratt var övertygad om att hans två inspelningar med Big Youth skulle gå rakt upp på den jamaicanska topplistan, men både "Tell It Black", en version av Dennis Browns cover av "Black Magic Woman" och "Phil Pratt Thing", en sublim version av Derrick Harriotts "Riding For A Fall ett fall föll i likhet med sina föregångare i glömska. Även "Fire Bunn", producerad av Niney Holness över sin egen populära "Blood & Fire"-rytm, misslyckades med att intressera de jamaicanska skivköparna.

## Framgång
Trenden bröts i början av 1973 när Big Youth sammanfördes med den unge producenten Gussie Clarke.  Låten "The Killer" var en toastversion av över en av Augustus Pablos "rootsy" inspelningar, och resultatet var en fulländad och nyskapande byggsten i det växande reggaeutbudet. Big Youth/Gussie Clarke följde upp med "Tippertone Rocking", som blev en annan stor hit på Jamaica. Big Youths skivor blev då efterfrågade.
Den ständigt innovativa producenten och sångaren Keith Hudson släpade en motorcykel in i studion för att spela in en övervarvad motor till låten "$.90 Skank", som var en hyllning till den populära Honda-motorcykeln, och motorljudet tjöt Big Youth ända upp till toppen i den jamaicanska topplistan. Uppföljaren, "Can You Keep a Secret", en duett mellan toastern och hans sjungande producent och sångaren sålde nästan lika bra. Däremellan spelade Big Youth in ett par låtar för Glen Brown, "Come Into My Parlour" " och "Opportunity Rocks", den senare över den populära Dirty Harry-rytmen. Båda dessa låtar spelades in samma dag som nämnda "$.90 Skank". Samma vecka hann Big Youth även med fyra låtar för Prince Buster: "Leggo Beast", "Cain and Abel," "Leave Your Skeng" (en version av "Get Ready"), samt "Chi Chi Run" över rytmen i John Holts "Rain from the Skies". Sistnämnda spår blev namnet på ett samlingsalbum med olika jamaicanska artister , Big Youth, en ung framåtsträvande Little Youth, samt en trio mästare (Alton Ellis, John Holt, och Dennis Brown), alla producerade av Prince Buster.

### Screaming Target
Big Youth debutalbum, Screaming Target släpptes 1973. Det producerades av Gussie Clarke och var fyllt med Big Youths toasting över klassiska rytmer från artister som Gregory Isaacs och Lloyd Parker, och bl.a. titelspåret "Screaming Target" (en version av KC Whites "No No No") blev en stor hit. Big Youth verkade vara stadigvarande fastlimmad på topplistan och under det året fanns fyra av hans låtar – "Screaming Target", "Chi Chi Run"), den Derrick Harriott-producerade "Cool Breeze" och den Joe Gibbs-producerade " A So We Stay" (en version av Dennis Browns "Money in My Pocket"), fanns på Jamaicas Top 20 hela året. Gibbs producerade dessutom ytterligare två hitlåtar med Big Youth 1973: "Chucky No Lucky" och den då aktuella "Forman Versus Frazier." U-Roy utvecklade den första dominerande stilen och Big Youth den andra när det gällde hur reggaetoast skulle låta och framföras.

### Ett reggaefenomen
"Facts of Life," var en hit som producerades av Sonia Pottinger. Big Youth hade utvecklats snabbt och avlägsnat sig från det svårförståeliga berättarspråk som U-Roy använde sig av liksom från Dennis Alcapones rop och uppmaningar. I stället hade han lagt sig till med en mer avslappnad, konverserande stil som var perfekt tajmad med de rytmer som ständigt vidareutvecklades av innovativa producenter och inspelningstekniker i Kingstons inspelningsstudior. Då gällde det för Big Youth att själv tjäna en del pengar på sina framgångar – ett problem som alla reggaeartister brottades med under 1970-talet). År 1974 lanserade han ett eget skivmärke, Negusa Nagast, ("Konungarnas konung" på amhariska, Etiopiens officiella språk), som senare följdes av ett andra, Augustus Buchanan. Samtidigt förändrade Big Youth sin stil mot en mer religiöst mässande form av toasting. Fyra singlar, "Hot Cross Bun," "Mr. Bunny," "Children Children," och den mest uppmärksammade, "Streets in Africa", signalerade stilbytet. Den sistnämnda låten var en toast-cover på gruppen Wars "The World Is a Ghetto". Big Youth släppte sitt andra album 1974, det självproducerade Reggae Phenomenon, och kritiker ansåg det vara lika fenomenalt som namnet antydde. Albumet innehöll både helt nya låtar och nya versioner av tidigare inspelade låtar. Han följde upp albumet med Dreadlocks Dread 1975, då han inledde ett samarbete med Skin, Flesh & Bones Band, Ytterligare två egenproducerade album kom1976: Natty Cultural Dread och Hit the Road Jack.
År 1978 dök Big Youth upp i en biroll i långfilmen Rockers. Lång och vig hoppar han ut ur en öppen bil, fyrar av ett leende som visar den röda, gula respektive gröna juvel som satts in i hans framtänder medan hans långa dreadlocks flyger runt honom.
Vid det laget hade hans röst utvecklats ytterligare, och han var mer sångare än toastare i vissa låtar. Det gjorde att han fortsatte att vara relativt populär under resten av 1970-talet. Under 1980-talet förändrades emellertid toasten så till vida att två toasters pratsjöng tillsammans. 1980-talet tillhör dessutom en annan gigant: Yellowman, och även Eek-A-Mouse inledde sin karriär då, och befinner sig fortfarande i toppen trots att toasten i slutet av 1980-talet ersattes av stilen dancehall. Big Youth släppte ett antal anonyma album på skivmärket Heartbeat under 1990-talet Under 1990-talet kom emellertid Big Youth tillbaka och är en av de överlevande legender från 1970-talet som 2010-talets publik vill se på scenen.

## Diskografi

### Några kända låtar
- $.90 Skank (Hudson)
- Be Careful  (Isaacs, Big Youth)
- Cool Breeze (Big Youth)
- Dread in a Babylon (Big Youth)
- Every Nigger Is a Star (Big Youth)
- Get Up Stand Up (Tosh, Marley)
- Hell Is for Heroes (Big Youth)
- Hit the Road Jack (Mayfield)
- Honesty (Clarke Joel)
- House of Dread Locks  (Big Youth, Robinson)
- Lightning Flash / Weak Heart Drop) (Big Youth)
- Love and Happiness  (Green "Teenie" Hodges)
- Pride and Joy Rock (Clarke)
- Screaming Target  (Big Youth, White)
- Some Like It Dread (Big Youth, Robinson)
- Sugar, Sugar (Barry Kim Willis)
- The Day I Laid My Eyes On You
- The Killer (Clarke)
- Train to Rhodesia (Big Youth, Robinson)
- Wolf in Sheep's Clothing (Big Youth)

### Album
- 1973 – Screaming Target - Trojan
- 1974 – Reggae Phenomenom - Augustus Buchanan
- 1975 – Dreadlocks Dread - Klick
- 1976 – Natty Cultural Dread - Trojan
- 1976 – Hit The Road Jack - Trojan
- 1978 – Gi Dem Dub - Nicola Delta
- 1978 – Isiah First Prohphet of Old - Nicola Delta / Caroline Records
- 1979 – Progress - Nicola Delta
- 1980 – Rock Holy - Negusa Negast
- 1981 – Some Great Big Youth - Heartbeat
- 1982 – Chanting Dread Inna Fine Style - Heartbeat
- 1986 – A Luta Continua (The Struggle Continue) - Heartbeat
- 1988 – Manifestation - Heartbeat
- 1990 – Jamming in the House of Dread - Daceteria
- 1995 – Higher Grounds - JR, VP Records
- 1995 – Save the children - Dedic
- 2006 – Musicology - Steven Stanley's studios (Tuff Gong)

### Samlings- och livealbum
- 1976 – Cool Breeze - Ride Like Lightning- The Best of Big Youth 1972-1976
- 1980 – Everyday Skank (The Best of Big Youth) - Trojan
- 1983 – Live at Reggae Sunsplash - Genes
- 2000 – Natty Universal Dread 1973–1979

### Samlingar med olika artister
- 1972 – Chi Chi Run (Big Youth på 4 av 11 låtar)